# Johannes Kramer
Johannes Gerrit Kramer (Sneek, 13 oktober 1967) is een Nederlands jurist, ambtenaar, politicus en bestuurder. Hij is lid van de FNP. Sinds 6 januari 2020 is hij burgemeester van Noardeast-Fryslân.

## Opleiding en ambtelijke loopbaan
Kramer ging van 1980 tot 1987 naar het vwo aan de RSG Magister Alvinus in Sneek. Daarna studeerde hij van 1987 tot 1994 juridisch-politieke wetenschappen aan de Rijksuniversiteit Leiden. Tijdens zijn loopbaan volgde hij diverse opleidingen aan de Bestuursacademie en het Sioo. Na van 1994 tot 1996 diverse tijdelijke functies te hebben bekleed was hij van 1996 tot 1999 medewerker bestuurlijk-juridische en personeelszaken bij de gemeente Vlieland.
In 1999 trad Kramer in dienst bij de gemeente Menaldumadeel waar hij werkzaam was totdat hij in 2011 gedeputeerde werd. Zo was hij achtereenvolgens van 1999 tot 2002 medewerker juridische en kabinetszaken, van 2002 tot 2003 raadsgriffier, van 2003 tot 2005 medewerker juridische zaken en in 2005 sectorhoofd staf en 1e loco-secretaris. Van 2006 tot 2011 was hij gemeentesecretaris / algemeen directeur van Menaldumadeel.

## Politieke loopbaan
Van 2003 tot 2011 was Kramer Statenlid en FNP-fractievoorzitter van Friesland. Van 2011 tot 18 december 2019 was hij er gedeputeerde. Op 16 oktober 2019 werd hij door de gemeenteraad van Noardeast-Fryslân voorgedragen als burgemeester. Op 29 november 2019 werd bekendgemaakt dat de minister van Binnenlandse Zaken en Koninkrijksrelaties de voordracht heeft overgenomen en hem bij koninklijk besluit liet benoemen met ingang van 6 januari 2020. Hij kreeg er bestuur, openbare orde en veiligheid in zijn portefeuille.
Naast zijn politieke loopbaan was Kramer voorzitter van de medezeggenschapsraad van de scholengemeenschap De Legeäen in Sijbrandaburen. Naast het burgemeesterschap werd hij voorzitter van de raad van toezicht van het Natuurmuseum Fryslân in Leeuwarden.

### Landelijke bekendheid
Landelijke bekendheid kreeg Kramer toen hij op 11 oktober 2019 als gedeputeerde in Friesland geconfronteerd werd met honderden boze boeren op trekkers die kwamen protesteren tegen stikstofregels. De commissie Remkes had geconstateerd dat vergunningen voor bedrijven niet uitgaan van de daadwerkelijke stikstofuitstoot maar van mogelijke uitstoot ooit. De totale vergunningruimte voor alle veehouderijen samen ligt een derde boven de werkelijke uitstoot.
De commissie Remkes had dan ook als prioriteit gesteld om het verhandelen van deze tot dan toe ongebruikte vergunningsruimte te beperken. De provincies gaven hieraan gehoor en stelden hier regels voor op. Boeren reageerden fel op deze mogelijke inperking van de mogelijkheid om aan stikstofuitstoot geld te verdienen en kwamen in actie met trekkers. Kramer was degene die als eerste in Nederland toegaf en de regels introk. Hij bleek niet de laatste en uiteindelijk wijzigde ook minister Schouten de plannen.

## Persoonlijk
Kramer is getrouwd en heeft vier kinderen.